# هایگرین
هایگرین (به انگلیسی: Hygrine) با فرمول شیمیایی C8H15NO یک ترکیب شیمیایی با شناسه پاب‌کم 440933 است. که جرم مولی آن ۱۴۱٫۲۱ گرم بر مول می‌باشد. 